# Spelarnas utrustning (fotboll)

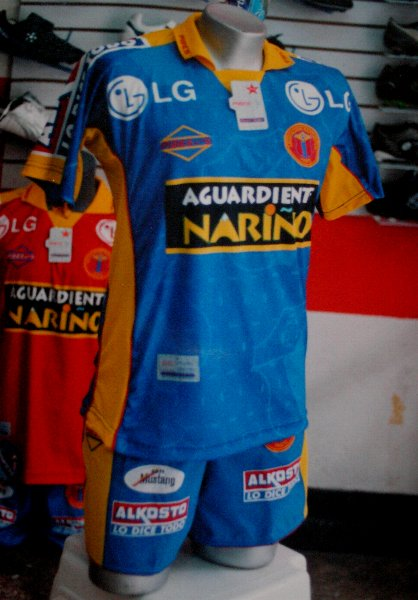
Fotbollströja och shorts.

Spelarnas utrustning är en regel inom fotboll som reglerar hur en spelare skall och får vara utrustad. Grundregeln är att en spelare inte får använda utrustning eller bära någonting som är farligt för honom eller någon annan spelare (inklusive någon form av smycken). I de befintliga 17 fotbollsreglerna har regeln för spelarnas utrustning ordningstalet fyra (4).

## Historik

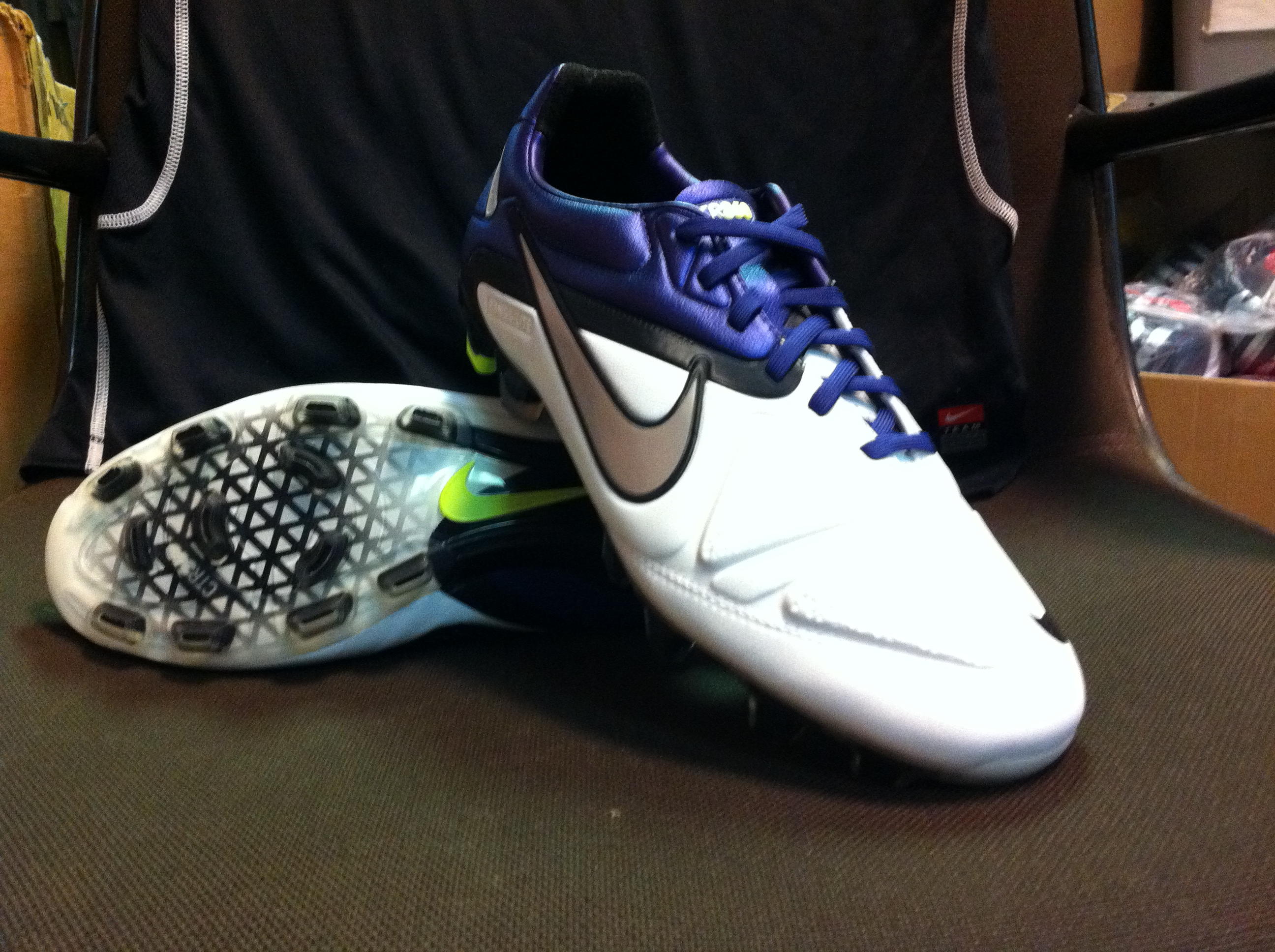
Fotbollsskor med dobbar på undersidan.

De fotbollsregler som gäller idag härstammar från den första uppsättningen med 14 regler som det engelska fotbollsförbundet, Football Association, gav ut den 8 december 1863. Förbundet bestod av 13 Londonklubbar som ville skapa enhetliga regler för fotboll som spelades i många lokala varianter över hela landet. 
Redan i de ursprungliga fjorton fotbollsreglerna från 1863 var regel nummer 14 en regel för spelarnas utrustning. Enligt regeln fick 
"Ingen spelare skall tillåtas ha spikar (projecting nails), järnplattor eller guttaperka på fotbollsskornas sula eller klack."
Huvudsyftet var detsamma då som idag, att genom reglering förhindra utrustning som kan åsamka andra spelare skada. Regeln utvecklas sedan att innefatta färg på tröjor samt krav på benskydd.

## Nuvarande regel

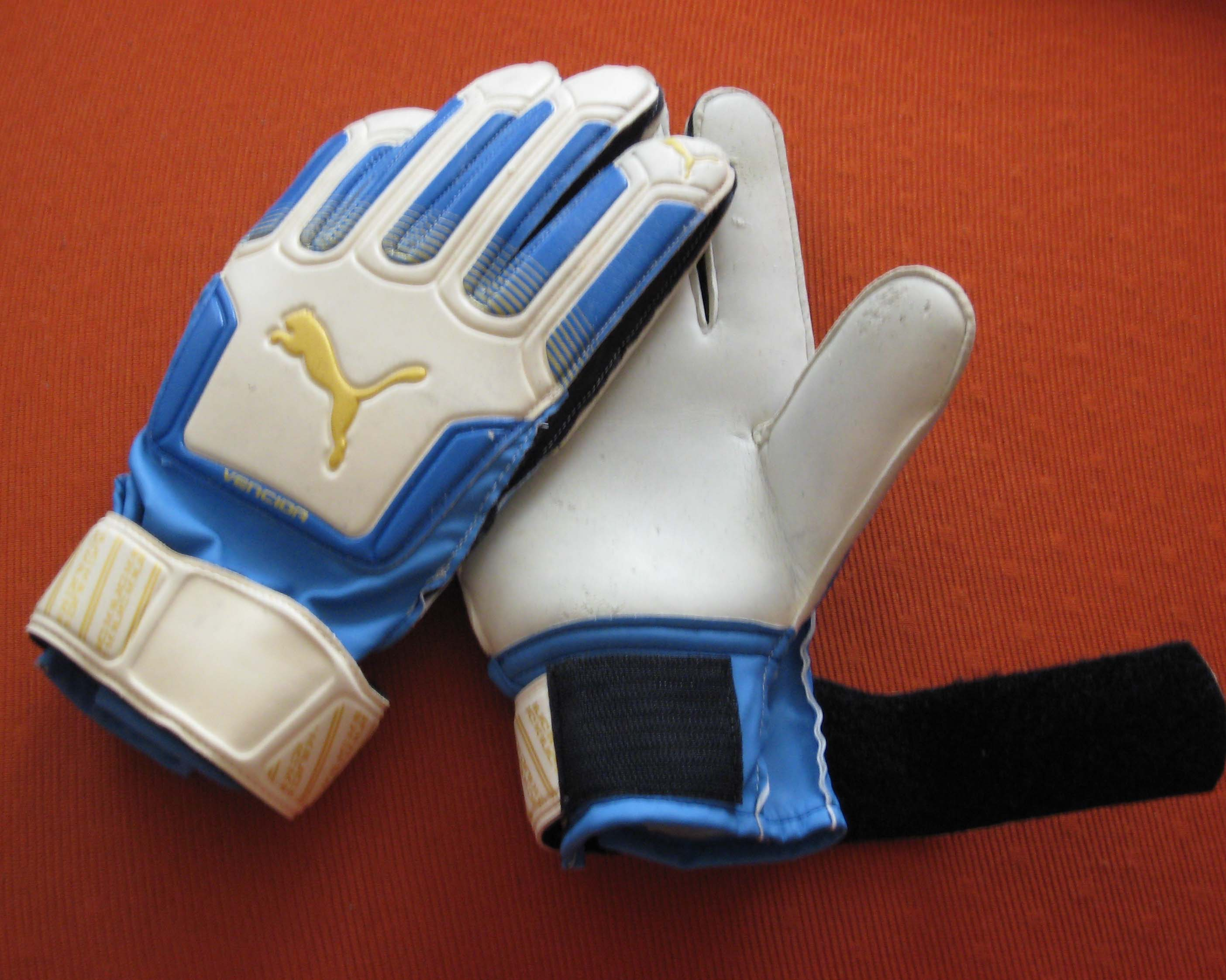
Målvaktshandskar.

Den nuvarande grundregeln för spelarnas utrustning lyder
En spelares obligatoriska grundutrustning består av följande separata delar:
- tröja eller skjorta med ärmar – om underkläder bärs ska ärmen ha samma huvudfärg som tröjans eller skjortans ärm har
- kortbyxor – om underbyxor bärs ska de ha samma huvudfärg som kortbyxorna
- strumpor
- benskydd
- skor

Benskydd
- ska täckas helt av strumporna
- ska tillverkas av gummi, plast eller liknande lämpligt material
- ska ge ett rimligt skydd

Färger
- De två lagen måste bära färger som skiljer dem från varandra, samt från domaren och de assisterande domarna
- Varje målvakt måste bära färger som skiljer honom eller henne från de andra spelarna, domaren och de assisterande domarna

För brott mot denna regel behöver spelet inte stoppas utan domaren ska beordra den felande spelaren att lämna spelplanen för att rätta till sin utrustning.